# Roseli Ocampo-Friedmann
 Roseli Ocampo-Friedmann (* 23. November 1937 in Manila, Philippinen; † 4. September 2005 in Kirkland, Washington) war eine philippinisch-amerikanische Mikrobiologin und Botanikerin. Ihre Forschung konzentrierte sich auf Cyanobakterien und Mikroorganismen, die in extremen Umgebungen leben.

## Leben und Werk
Ocampo-Friedmann war die Tochter von Eliseo und Generosa Ocampo. Sie erwarb ihren Bachelor of Science in Botanik an der Universität der Philippinen und 1966 einen Master-Abschluss an der Hebräischen Universität in Jerusalem unter der Leitung von Imre Friedmann. Sie kehrte für zwei Jahre auf die Philippinen zurück, um dort für das National Institute of Science and Technology in Manila zu arbeiten. Danach promovierte sie 1973 bei Friedmann an der Florida State University. 1974 heiratete sie Friedmann, mit dem sie dort viele Jahre zusammenarbeitete.
1987 wurde Ocampo-Friedmann ordentliche Professorin an der Florida Agricultural and Mechanical University in Tallahassee, während sie im Sommer an der Florida State University forschte. Sie arbeitete bis 2001 sowohl an der Florida State University als auch an der Florida A&M University.
Mit ihrem Mann reiste sie in eine Wüstenregion der Antarktis, um Extremophile zu untersuchen, Organismen, die unter sehr extremen Bedingungen wie Kälte leben können. Sie entdeckte einige überlebende Mikroorganismen, die extreme Kälte vertragen konnten, und diese Arbeit wurde von der NASA als Grundlage für das Leben auf dem Mars zitiert, wo ähnliche Bedingungen herrschen.
Ocampo-Friedmann züchtete als erste erfolgreich Kulturen antarktischer Blaualgen in einer Laborumgebung. Am Ende ihrer Karriere umfasste ihre Sammlung von Endolith-Kulturen fast 1000 verschiedene Arten von Mikroorganismen.
Ocampo-Friedmann starb an der Parkinson-Krankheit am 4. September 2005 in Kirkland.

## Ehrungen

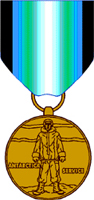
Vorderseite der Antarctica Service Medal

- 1981: National Science Foundation Antarktis-Dienstmedaille, US-Kongresses
- 2005: nur wenige Monate vor ihrem Tod wurde ihr zu Ehren ein Berg im zentralen Teil des Kennett Ridge in den Darwin Mountains in Alaska Friedmann Peak benannt[3][4]

## Veröffentlichungen (Auswahl)
- mit E. I. Friedmann: Endolithic blue-green algae in dry valleys: primary producers in Antarctic desert ecosystem. Science 193, 1976, S. 1247–1249.
- mit E. I. Friedmann: The Antarctic cryptoendolithic ecosystem: relevance to exobiology. Origins of Life and Evolution of the Biosphere 14, 1984, S. 771–776.
- mit M. S. Hua, E. I Friedmann, S. B. Campbell: Heteropolarity in unicellular Cyanobacteria: structure and development of Cyanocystis violacea. Plant Systematics and Evolution 164, 1984, S. 17–26.
- mit E. I. Friedmann: A primitive cyanobacterium as pioneer microorganism for terraforming Mars. Life Sciences and Space Research XXV (4) Advances in Space Research 15, 1994, S. 243–246.
- mit D. Billi, E. I. Friedmann, K. G. Hofer, M. G. Caiola: Ionizing-radiation resistance in the desiccation-tolerant cyanobacterium Chroococcidiopss. Applied and Environmental Microbiology 66: 2000, S. 1489–1492.
- mit S. Onofri, M. Fenice, A. R. Cicalini, S. Tosi, A. Magrino, S. Pagano, L. Selbmann, L. Zucconi, H. S. Vishniac, E. I. Friedmann: Ecology and biology of microfungi from Antarctic rocks and soils. Italian Journal of Zoology 67, 2000, S. 163–167.
- mit G. I. Matsumoto, J. A. Nienow, E. I. Friedmann, E. Sekiya: Biogeochemical features of lipids in endolithic microbial communities in the Ross Desert (McMurdo Dry Valleys), Antarctica. Cellular and Molecular Biology 50, 2004, S. 591–604.